# Antonio Battaglia
Antonio Battaglia (Termini Imerese, 20 febbraio 1951) è un avvocato e politico italiano, senatore del Popolo della Libertà.
Laureato in Giurisprudenza è stato nominato avvocato difensore da Leoluca Bagarella (capo militare dei Corleonesi) ma dopo un breve periodo ha rimesso il mandato. Per tale importante decisione politica il senatore Battaglia fu minacciato di morte e gli fu assegnato una tutela svolta dalla Polizia di Stato. È stato citato dal pentito Antonino Giuffrè come uno dei politici in contatto con Cosa nostra, ma di questa accusa è stato totalmente scagionato dopo anni di approfondite indagini.

## La carriera politica
Nel 1994 viene eletto al Senato della Repubblica per Alleanza Nazionale.
Nel 1996 è confermato al Senato della Repubblica per Alleanza Nazionale. È membro della Giunta delle elezioni e delle immunità parlamentari, della 2ª Commissione permanente (Giustizia), del Comitato parlamentare per i procedimenti di accusa, della Commissione di vigilanza Cassa Depositi e Prestiti e della Commissione consultiva fondi ricostruzione Belice.
Nel 2001 è confermato al Senato della Repubblica per Alleanza Nazionale. Vice capogruppo di AN al Senato è membro della Giunta delle elezioni e delle immunità parlamentari, della 8ª Commissione permanente (Lavori pubblici, comunicazioni), e della 13ª Commissione permanente (Territorio, ambiente, beni ambientali). In tale legislatura svolge anche le funzioni di segretario del Senato.
Nel 2006 è confermato al Senato della Repubblica per Alleanza Nazionale.
Nelle elezioni del 2008 è confermato Senatore per la quinta volta. È componente la 1^ commissione permanente (Affari costituzionali) nella quale è il presidente della sottocommissione pareri. È anche componente della Commissione parlamentare per il controllo sull'attività degli enti gestori di forme obbligatorie di previdenza e assistenza sociale.
In questa legislatura è stato già relatore di numerosi DDL e di emendamenti, il più importante dei quali rimodula la norma della Finanziaria 2009 sul patto di stabilità interno e sul trattamento delle spese per investimenti in infrastrutture, grazie al quale gli enti locali che non rispetteranno il patto di stabilità a causa di dette spese, autorizzate dal Ministero dell'Economia, non subiranno inflazioni.